# 雪莉·罗伯逊
雪莉·罗伯逊（英語：Shirley Robertson，1968年7月15日—），英国女子帆船运动员。她曾代表英国参加1992年、1996年、2000年和2004年夏季奥林匹克运动会帆船比赛，获得二枚金牌。